# 落单的我们的恋爱小事
《落单的我们的恋爱小事》是日本漫画家志摩时绪创作的日本漫画，现已完结。

## 剧情简介
本作故事设定在高中校园中。暑假过后，本作的男主人公一条初发现全班级中除了自己以外，其他人都在假期中找到了自己的爱情伴侣。正在他着急之时，一位从外校转来的女同学进入了他的班级，故事就由此开始……

## 登场人物
一條 初
本作男主。
二宮 千歲
本作女主。

## 漫画
本作品于《Manga Time Kirara Forward（日语：まんがタイムきららフォワード）》杂志第2013年10月号开始连载，至第2014年11月号完结，总计14话，并出版单行本共两册。
| 册数 | 芳文社         | 芳文社                 |
| 册数 | 发售日期       | ISBN                   |
| ---- | -------------- | ---------------------- |
| 1    | 2014年4月12日  | ISBN 978-4-8322-4428-3 |
| 2    | 2014年11月12日 | ISBN 978-4-8322-4494-8 |